# Schule von Montpellier
Die Schule von Montpellier oder Doctrine médicale de l’École de Montpellier auch kurz École de médecine de Montpellier kann als besondere Ausrichtung des Vitalismus verstanden werden, wie sie von Théophile de Bordeu (1722–1776), Paul Joseph Barthez (1734–1806) und Louis de la Caze (1705–1765), begründet wurde.

Théophile de Bordeu (1722–1776) stand Denis Diderot nahe

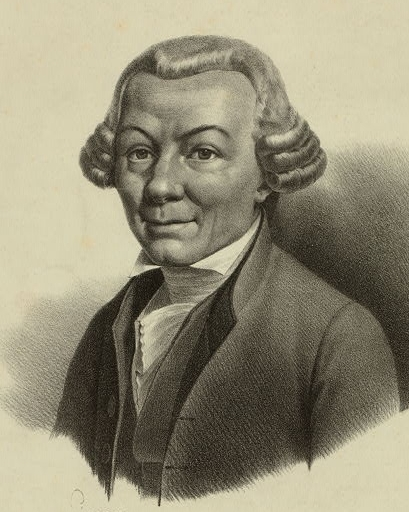
Paul-Joseph Barthez (1734–1806) ein Freund von Jean-Baptiste le Rond d’Alembert

Der französische Vitalismus folgte den Überlegungen von Georg Ernst Stahl insofern, als der lebende Organismus von einem internen vitalen Prinzip, principe vital gesteuert sein würde und er sich hierdurch von der ihn umgebenden unbelebten, anorganischen Welt unterscheiden würde. Die (vollständige) Erklärung organischen Phänomene ausschließlich auf dem Fundament von Erkenntnissen physikalischer oder mechanischer Gesetzmäßigkeiten sah man als unzureichend an.
Für Barthez, gab es nur ein Lebensprinzip, für Bordeu waren es eine Reihe von Aktivitäten und lokale Befindlichkeiten, welche nicht auf die Physik oder Chemie reduzierbar waren, die den Prozess des Lebens untermauerten.
Diese Schule war durch zwei Voraussetzungen charakterisiert, die sie von vorherigen Lehren unterschieden:
- sie konnte sich nicht mit einem Animismus begnügen, wie er von Georg Ernst Stahl vertreten wurde, wonach die einer empirischen Forschung unzugängliche „vernünftige Seele“ für die Lebensvorgänge zuständig war;
- sie fand jedoch auch eine zu strikte Trennung von Körper und Seele, wie sie die cartesianische Philosophie nahelegte, als ungeeignete Lösung des Leib-Seele-Problems.[2]

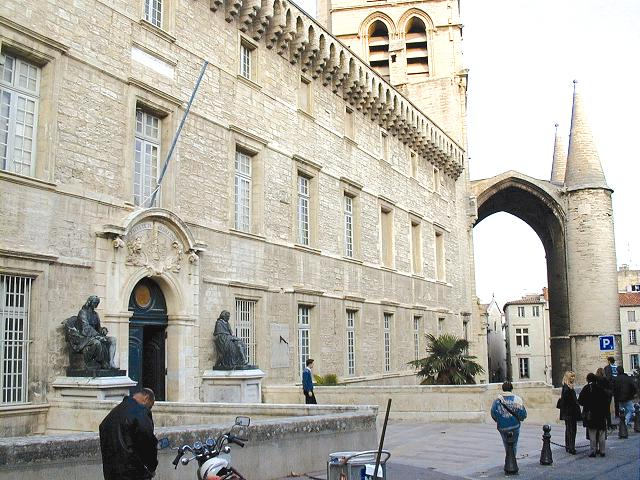
Die Faculté de Médecine de Montpellier

## Entwicklungstendenzen
Wenn die Seele in der Schule von Montpellier ihre cartesianische Sonderstellung verliert, so gewinnt sie dafür eine medizinisch-naturwissenschaftliche Forschungsqualität, die man z. B. mit dem Schlagwort Neurologisierung oder allgemeiner mit den Begriffen der Physiologie, Histologie und der Physiologischen Chemie umschreiben kann. Diese Einstellung der Schule wurde auch als „vitalisitischer Materialismus“ bezeichnet. Gerade gegen diese Tendenz hatte sich Stahl jedoch zur Wehr gesetzt, nämlich gegen eine bereits zu seinen Lebzeiten vorherrschende Iatrophysik und Iatrochemie. Es wird somit eine Mittelstellung verfolgt, die sowohl den physikalisch-körperlich-organischen Gesichtspunkten als auch den ganzheitlichen Gesichtspunkten der Einheit des Organismus Rechnung trägt und die man heute auch als psychodynamisch bezeichnen könnte, vgl. auch die Gegenüberstellung der forces agissantes (Teilkräfte) und der forces radicales (Grundkräfte) durch Paul Joseph Barthez. - Mit Bordeu und Barthez wird oft auch François Boissier de Sauvages de Lacroix (1706–1767) genannt. Bei diesen hat der französische Psychiater Philippe Pinel (1745–1826) fünf Jahre lang studiert.

## Werke aus der Schule (Auswahl)
- Louis de la Caze; Théophile de Bordeu: Idée de l'homme physique et moral. HL Guérin & LF Delatours, Paris  1775
- Paul-Joseph Barthez: Nouveaux éléments de la science de l'homme. 3.ed. Germer Baillière, Paris 1858
- Paul-Joseph Barthez: Nouveaux éléments de la science de l'homme. 2.ed. Goujon, Paris 1806
- Théophile de Bordeu: Œuvres completes de Bordeu. Ed., A. Richerand.  Caille et Ravier. Paris 1818